# Авіаційна ракета

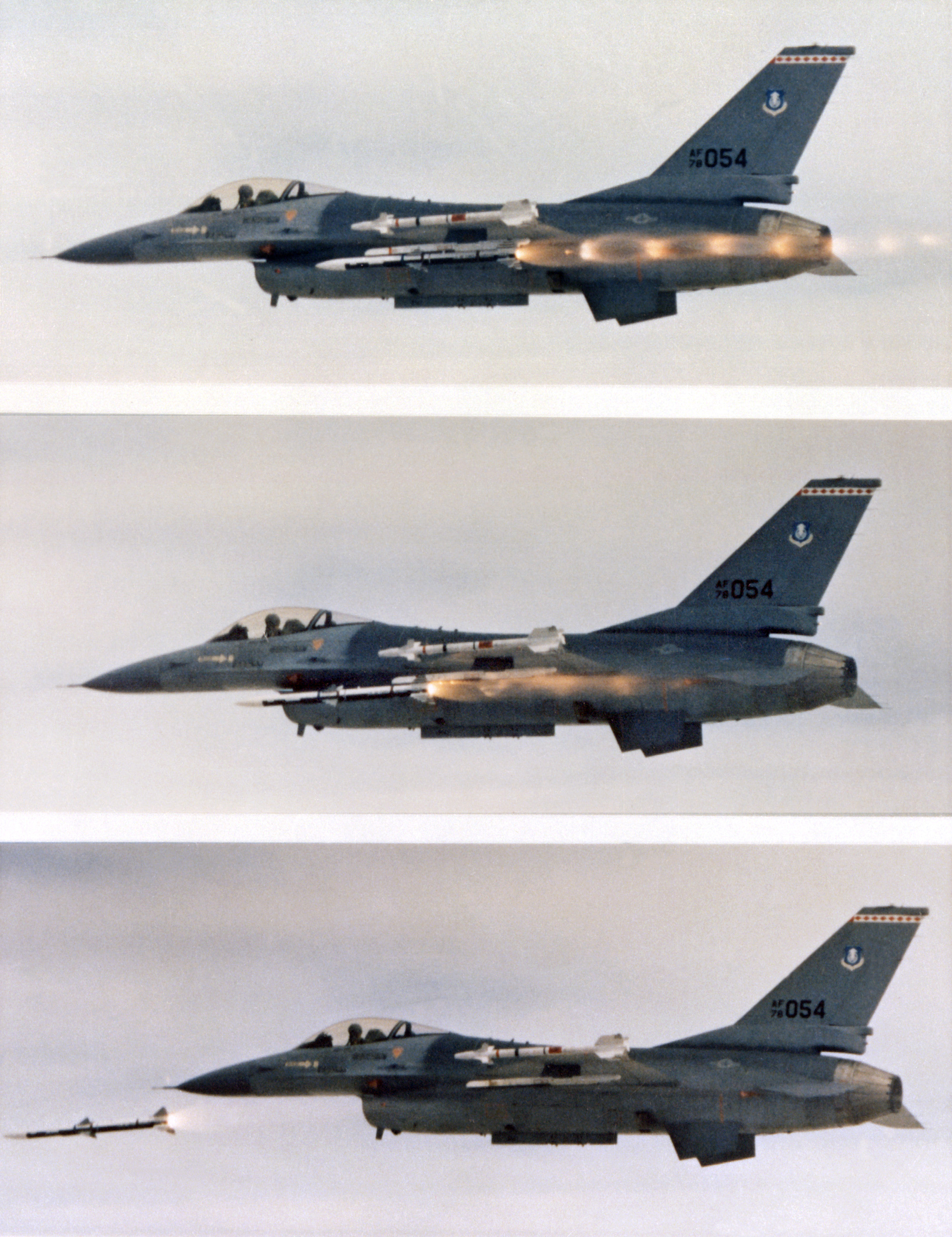
Композитне зображення запуску американської авіаційної ракети «повітря-повітря» AIM-120 AMRAAM з винищувача F-16 «Файтінг Фалкон»

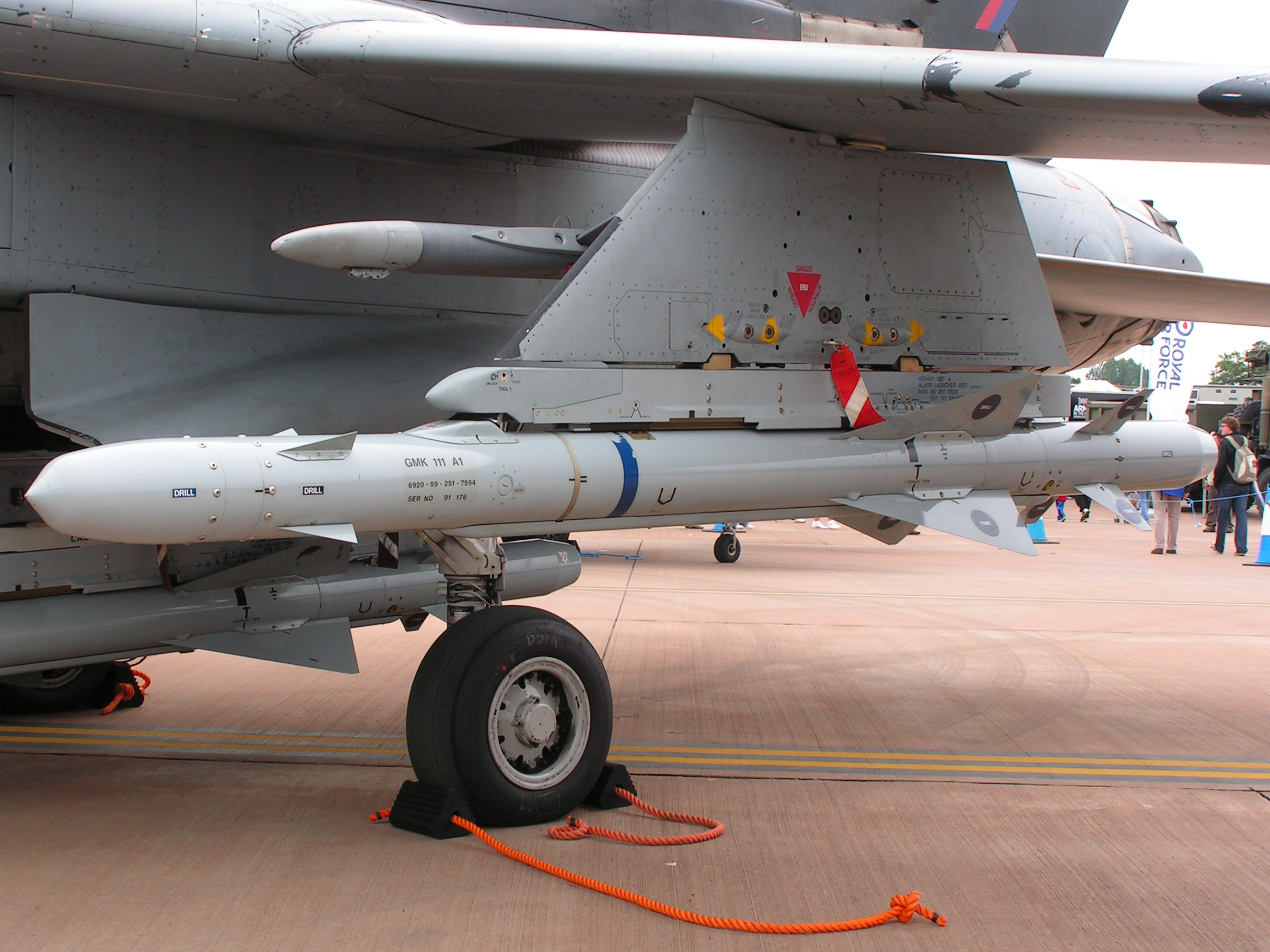
Протирадіолокаційна авіаційна ракета ALARM під крилом літака «Торнадо»

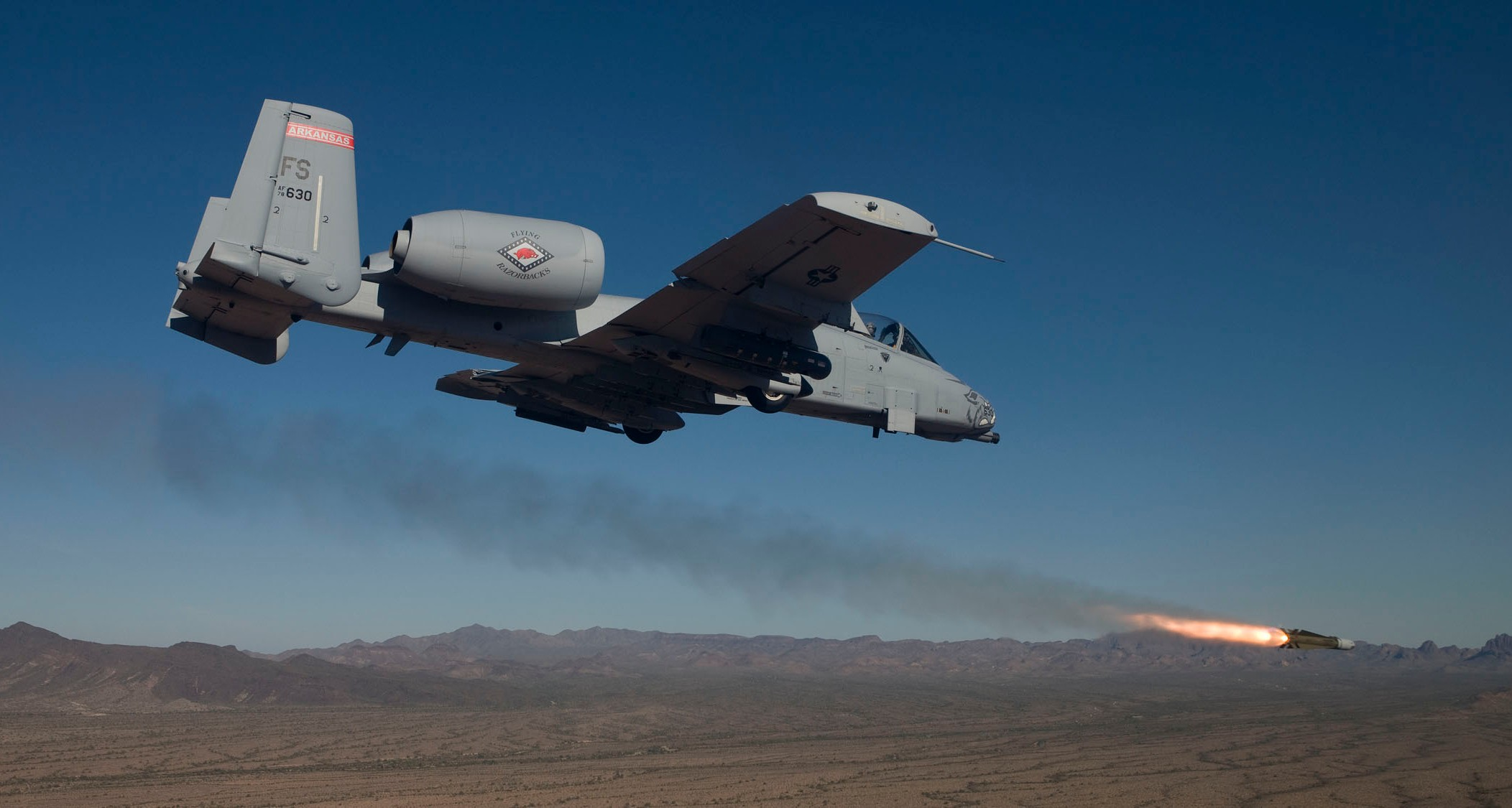
Стрільба ракетою «повітря-поверхня» AGM-65 Maverick штурмовиком A-10 «Тандерболт» ПС Національної гвардії Арканзасу по наземній цілі на полігоні авіабази Девіс-Монтен. 2013

Авіаційна ракета, лету́нська раке́та — різновид авіаційного озброєння, засіб вогневого ураження, що застосовується з літальних апаратів для ураження наземних (морських) і повітряних цілей. Конструктивно авіаційна ракета являє собою снаряд, який має бойову частину (зі звичайним або ядерним зарядом), реактивний двигун, оперення і крила (у крилатих ракет).
За бойовим призначенням авіаційні ракети діляться на класи «повітря — поверхня», «повітря — повітря», а по можливості коригування, траєкторії польоту — на некеровані і керовані. Некеровані авіаційні ракети (раніше також називалися реактивними снарядами — PC) зазвичай використовуються для ураження наземних цілей. Найбільшого поширення набули керовані авіаційні ракети, що забезпечують високу ймовірність ураження цілі.
Для управління авіаційною ракетою можуть застосовуватися: самонаведення, телеуправління, автономне і комбіноване управління.
Авіаційні ракети класу «повітря — поверхня» прийнято поділяти на стратегічні, оперативно-тактичні і тактичні.
Стратегічні авіаційні ракети застосовуються стратегічними бомбардувальниками і ракетоносцями для нанесення ударів по об'єктах у глибокому тилу противника. Ці ракети забезпечені або автономною, або комбінованою (автономною і самонаведенням) системою управління. Бойова вага стратегічної авіаційної ракети може становити від однієї до кількох тонн, дальність дії — 1 тис. км і більше.
Оперативно-тактичні авіаційні ракети, маючи дальність дії до кількох сотень км, здатні уражати об'єкти, розташовані в оперативній глибині. Застосовуються фронтовими (тактичними) і стратегічними бомбардувальниками і ракетоносцями. В разі необхідності вони можуть бути застосовані для ураження важливих цілей і в тактичній зоні. Бойова вага оперативно-тактичних авіаційних ракет коливається від кількох сотень до 1-2 т і більше.
Тактичні ракети призначені для ураження цілей в межах тактичної зони і застосовуються винищувачами-бомбардувальниками, фронтовими (тактичними) бомбардувальниками, штурмовиками і вертольотами. Бойова вага тактичних авіаційних ракет — від кількох десятків до декількох сотень кг, дальність дії — до 100 км.
Оперативно-тактичні і тактичні ракети зазвичай забезпечені або системою телекерування, або системою самонаведення, або однією з комбінованих систем (інерційної і телевізійно-командної або інерційної і самонаведенням).
Авіаційні ракети класу «повітря — повітря» застосовуються з летальних апаратів для ураження повітряних цілей. Ці авіаційні ракети, як правило, мають одну з систем самонаведення (радіолокаційну, інфрачервону, лазерну тощо). Бойова вага — від кількох десятків до декількох сотень кг, дальність дії — від 5-7 до 100 км.